# Maritza Sayalero

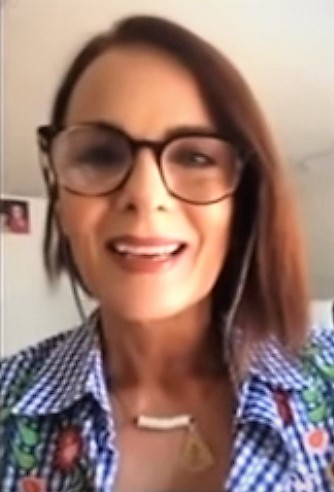
Maritza Sayalero

Maritza Sayalero (n. 16 februarie 1961, Caracas) este un fotomodel din Venezuela. Ea a câștigat în anul 1979 titlul de Miss Universe fiind prima venezuelancă care a câștigat acest titlu. Ea este căsătorită cu jucătorul de tenis mexican Raul Ramírez cu care ea a trăit  din 1981 în Mexic.

## Date biografice, carieră
Sayalero s-a prezentat la concurs destul de echilibrat, cea ce probabil a contribuit la faptul că ea de a deveni lider incontestabil peste noapte.
Imediat după terminarea transmisiunii directe a festivității de premiere, jurnaliștii au luat-o cu asalt, pentru a obține o fotografie despre noua regină. Scena s-a prăbușit sub greutatea mulțimii, ea a reușit să se salveze dar mai multe candidate, nu au avut același noroc, ca de exemplu Miss Turcia și Miss Brazilia, care în urma căderii au fost rănite.
Victoria ei a trezit un interes național cu privire la concursurile de frumusețe. Concursul Miss Venezuela devenind una dintre cele mai competitive concursuri de frumusețe din lume.
Numele ei a devenit sinonim cu frumusețea , nu numai în Venezuela ci și printre țările unde se vorbește limba spaniolă. În anii 1980, multe fete au primit numele de  Maritza.
Chiar unele nave a fost numite în cinstea ei, Maritza Sayalero. Ea locuiește acum în Ensenada, Baja California, timp doi de ani a vândut vestimentație creată de ea. Cu Raul Ramírez, soțul ei are trei copii: Rebeca (n. 1982), Raul Alan (n. 1984) și Daniel Francisco (n.1989).